# 江南贡院
江南贡院或称金陵贡院，位于南京城南秦淮河边，毗邻夫子庙。初为明朝景泰年间始建的应天府乡试贡院，清代沿用，为江南省贡院。江南分省后，为江苏、安徽两省共用乡试贡院。是中国古代建筑面积最大的科举考场。
民国时期，为南京市政府所在。1989年，依托于江南贡院建筑，建成江南贡院历史陈列馆，2017年，改建为中国科举博物馆。

## 建置沿革

### 明代始建
南京地区设立贡院，开科取士可追溯至宋孝宗乾道四年（1168年），建康知府史正志所建的建康府贡院。当时，南宋政府在南京举办的是建康府的县、府学考试，占地不大，人数较少。人数增多时，曾借用佛寺举办。南宋景定二年（1261年）成书的南京地方志《景定建康志》记，建康府贡院共有房屋一百一十间，“面秦淮，接青溪”，远挹方山，气象雄秀。建康府贡院现今地址不详。
明朝初年，明政府定都南京。洪武三年（1370年），开始举乡试，后每三年举行一次。乡试、会试集于南京。永乐十年（1421年），明政府迁都北京以后，南京为留都，在南京地区仅举办南直隶乡试。终明一朝，应天府贡院始终是南直隶乡试场所。
目前学界，关于今江南贡院建筑时间，有两种说法，一是，晚清文献所称永乐年间定于今址，即永乐帝没收纪纲、陈通、侯清等人房舍，以及府尹黄公永元祠、秦桧之子熺祠等建筑，改建为考试场所；二是，明南京国子监祭酒吴节撰写，立于天顺元年（1457年）的《应天府新建贡院记》碑所记，贡院于景泰年间定于今址。其碑记，“南京应天府为天下贡兴首，其制度亦必为四方所取法。然处设科以来，其地凡四易”。洪武初，以北城演武场为地；永乐中，移于郡学之文墀宫；正统年间，再迁于武学之讲堂。景泰初年，应天府尹马谅开始筹建贡院，咨询后得知“秦淮之阳有地廓如，前武臣没入废宅也”。应天府乡试贡院由此建立。建有以至公堂为中心的建筑群，考试号舍三千余间。嘉靖十三年（1534年），再次整修应天府贡院，最高建筑——明远楼即于此时建成。万历年间，考试号舍增至八千余间。
明太祖还在秦淮河畔建立官营妓院，称为旧院或富乐院，与贡院隔河相望，原为才子佳人而设。秦淮河畔也因贡院、富乐院、夫子庙的存在而一度繁荣起来。
清朝沿袭明代制度，乡试仍为三年一次。清代初期，南直隶改江南省，由此得名“江南贡院”。康熙年间，考试号舍已增至一万三千余间。同时，江南分省，江南贡院逐成为江苏、安徽两省共用乡试贡院。
咸丰三年（1853年），太平军攻领南京城后，江南乡试停止。同治二年（1864年），湘军攻下南京城，江南贡院已破败，在曾国藩主持下，重修江南贡院。亦有研究者认为，在太平天国时期、湘军攻陷南京之战中，江南贡院未受到大的破坏。同治三年（1865年）十月，重修工程竣工。次月，举行乡试。同治十二年（1873年），考试号舍达20644间。光绪二十九年（1903年9月28日），江南贡院举办癸卯科江南乡试。光绪三十一年（1905年），清政府下诏停办丙午科乡试、会试，正式废除科举制度。江南贡院由此废置。

### 晚清废置至1949年

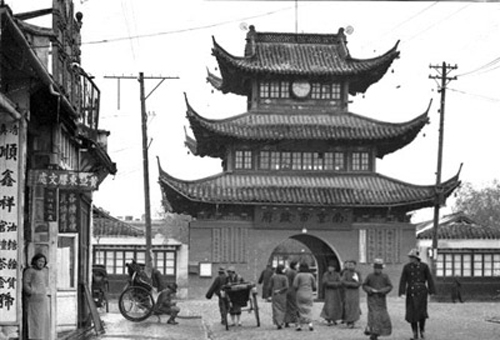
南京市政府

与其它单属一省的贡院不同，江南贡院做为江苏、安徽两省共用乡试考场，各项费用由两省共同承担。1905年废置后，江南贡院建筑、地皮的处置在江苏、安徽两省之间产生一系列矛盾。两省政府，对如何处置、收益分配，“屡议未决”。而在贡院建筑毁坏加剧的背景下，两省终在1917年达成《苏皖两省处分贡院办法十条》，除去留为纪念的明远楼等建筑外，其余地皮及附附物全数变卖，所得分成苏六、皖四。
1918年，设立江南贡院处分事务所，在江南贡院原址修筑一条大路，原有建筑仅除明远楼、衡鉴堂及部分号舍。其它全部辟为商肆。其后，安徽对贡院处分仍有异议。
1927年，南京市政府设于江南贡院内。1940年，汪精衛政权在南京成立，其司法部、政法院设立于此。1945年，日本投降后，国民政府光复南京，南京市政府迁回贡院办公。

### 1949年至今
1949年4月下旬，解放军攻占南京城，南京市政府溃散。新政权将新的南京市政府设于原考试院旧址内。江南贡院则归新组建的南京市公安医院使用。1952年，医院改名为南京直属医院，1956年，改名南京市中医院。贡院门楼——明远楼作为医院大门使用至1980年代。
1982年，江南贡院碑刻被列入第三批江苏省文物保护单位。明远楼列为南京市文物保护单位。1988年，依托江南贡院遗留的部分建筑，筹建南京江南贡院历史陈列馆。1989年建成。成为中国唯一的以反映中国科举制度为内容的专业性博物馆，坐落于南京夫子庙金陵路1号。南京江南贡院陈列馆也是研究中国科举制度的场所，收藏科举文物史料的机构。原贡院飞虹桥仍保留在南京市中医院范围内，日常可通行。
2002年，江南贡院古建筑归入“贡院碑刻”，并以“江南贡院”名称，整体成为江苏省文物保护单位。2017年1月28日，位于江南贡院遗址的中国科举博物馆开馆。2018年12月29日，南京市中医院整体搬迁新址，旧址大部分归入中国科举博物馆二期。旧址内的飞虹桥取消通道功能，进行原址保护展示。

## 贡院建筑史
以现代地图测量，江南贡院全盛期占地面积约十二、三万平方米，东起姚家巷，西至贡院西街，南临秦淮河，北抵建康路，为夫子庙地区主要建筑群之一。
现存在明清建筑仅明远楼，以及康熙帝御题碑、两江总督铁保碑、重修扩建贡院碑等二十余块，刻于明清及民国时期的书法碑刻。

### 建筑史及遗迹
清代光绪年间，江南贡院除两万余间考试号舍外，另有供主考、监临、监试、巡察以及同考、提调执事等官员使用的千余间官房，以及膳食、仓库、杂役、禁卫等用房。此外，贡院还有水池、花园、桥梁、通道、岗楼等用地。占地面积为全国考场之冠。中心建筑为明远楼，此楼为四层小塔楼，亦是最高建筑。当时，江南贡院四周建有两重围墙，上面布满荆棘，以防夹带作弊，故世人又称贡院为“棘围”。
现只剩一个四合院式结构的楼宇，只作展示当时繁荣景象的博物馆，内有一可感知贡院盛世时宏大的建筑模型图。复建有四十间考试号舍。
江南贡院曾有三道大门（牌坊），第一道大门，时称“头门”，第二座大门，时称“仪门”，在现院街中间；第三座大门，时称“龙门”，有清代李渔所写楹联——变化鱼龙地、飞翔鸾凤天。2018年前，第三座大门匾额改龙门。

### 江南贡院碑刻
江南贡院共留存有二十余块，刻于明清及民国时期的书法碑刻。最早为明天顺元年（1457年）的《应天府新建贡院记》碑，最晚为民国十二年（1922年）的《金陵贡院遗迹碑记》碑（碑额）
- 应天府新建贡院记碑[2]
  - 南京国子监祭酒吴节撰文、南京吏部尚书曹义篆额、南京大理寺少卿〇敬书丹。应天府府尹马谅、府丞陈宜、治中沈兴范等立石
  - 碑文中所书时间为天顺元年岁次丁丑十月吉旦
- 万寿科题名碑记（碑额）[2]
  - 康熙五十二年（1713年），清廷因康熙帝六十大寿开恩科。此碑记录考试情况，并将中试的百余人题名碑上。
  - 碑文中所书时间为康熙五十二年夏五月
- 铁保手书碑[2]
  - 碑文中所书时间为丁卯（嘉庆十二年）十月十二日
- 筹措朝考盘费碑[2]
  - 涉及江宁府下属七县举人赴京参加会试的经费处置问题。
  - 立于光绪十二年
- 金陵贡院遗迹碑记（碑额）[2]
  - 江苏省长王瑚立、陈澹然撰文、仇继恒书丹、邓顾述篆额、郭少生刻
  - 碑文中所书时间为民国十一年仲夏

## 名士
明清两代名人唐伯虎、郑板桥、吴敬梓、施耐庵、翁同龢、李鸿章，清末状元张謇等人皆出于此。
在清一代，科考共举行112科；江南省（今江苏，安徽，上海三地）考生在江南贡院乡试中举后经殿试考中状元者，江苏籍49名、安徽籍9名，共计58名，占全国状元总数的51.78%。

## 评价
容纳2万人的考场，上下五千年，无与伦比，代表了前现代社会中国对社会流动性的追求，堪比长城、兵马俑的中国文化代表性。

## 图片集
- 1900年代拍摄的明远楼，原为江南贡院中心。
- 号舍全景旧影
- 号舍旧影
- 考场内的号舍
- 明远楼
- 明远楼为南京市政府门楼时期
- 江南贡院牌坊，背景为明远楼，2006年拍摄
- 明远楼及部分号舍，2018年拍摄
- 江南贡院至堂，2009年拍摄
- 唐至清各朝状元列表
- 清朝状元列表
- 郑板桥的难得糊涂
- 2012年拍摄，尚在南京市中医院范围内的飞虹桥。
- 2017年中国科举博物馆建成时，拍摄的明远楼
- 江南贡院四字为翁同龢所书，2018年，匾额调至牌坊另一面[1]。
- 龙门二字由言恭达所书[1]。